# 丰富胡同

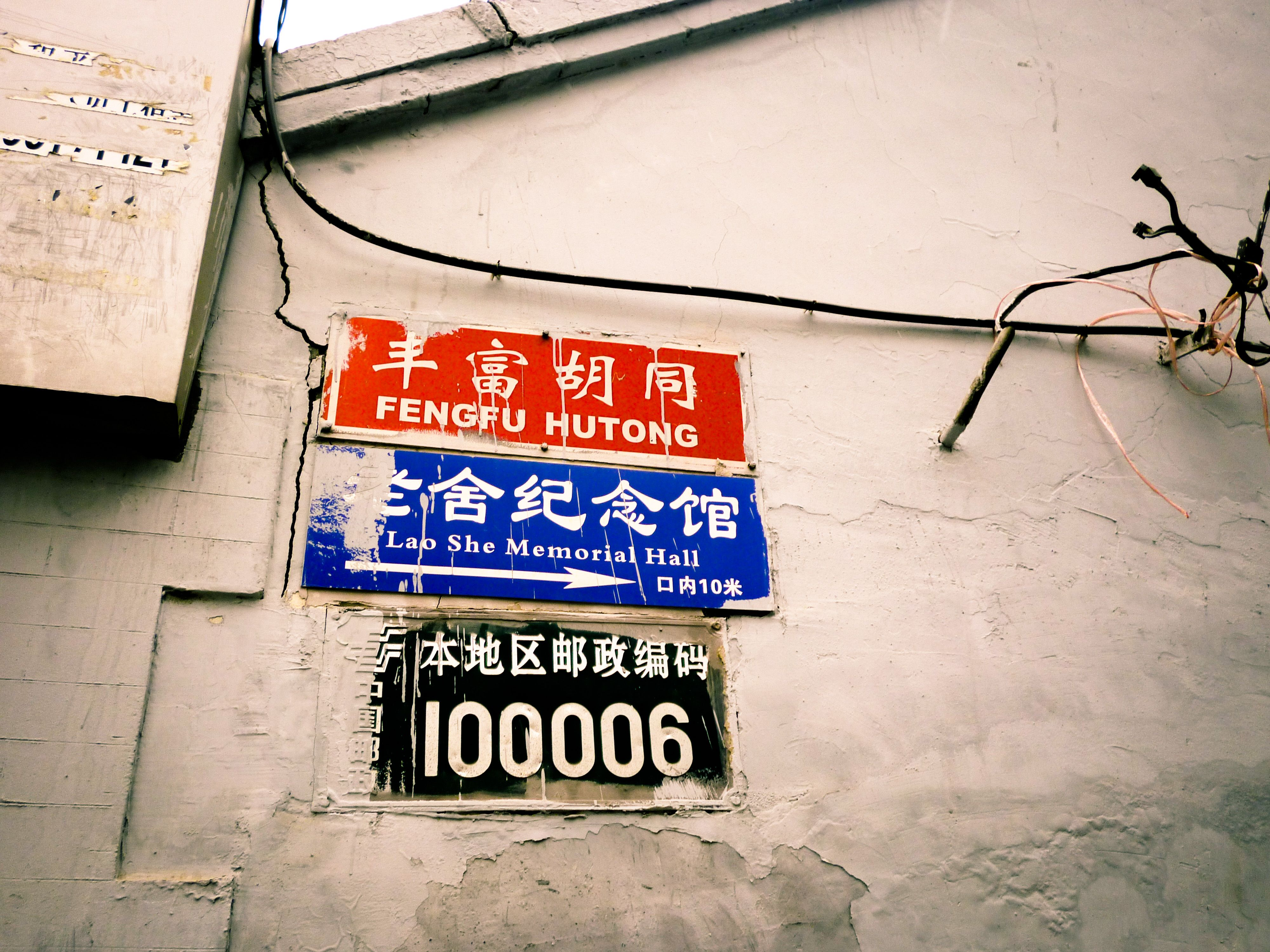
丰富胡同南口的胡同名牌，以及指向老舍纪念馆的路标

丰富胡同是位于中国北京市东城区西部的一条胡同。

## 简介
丰富胡同位于王府井大街以西，为南北走向。南起灯市口西街，北到大草厂胡同。该胡同全长178米，宽度3米，路面铺有沥青。
丰富胡同，清朝属镶白旗，清朝乾隆时期称“风筝胡同”，宣统时期称“丰盛胡同”。中华民国时期沿称。1965年北京市整顿地名时，该胡同因为和西城区的丰盛胡同名字相同，所以改称“丰富胡同”。如今，胡同内大多是居民住宅。
丰富胡同19号是作家老舍的故居，1984年被列为北京市文物保护单位，1999年被改为老舍纪念馆对外开放。1949年12月9日，作家老舍从美国回到北京。1950年4月，老舍在丰富胡同购买了一套普通四合院，即如今的老舍纪念馆。